# Izrael Mantiband
Izrael Mantiband (ur. 1867 w Warszawie, zm. po 1937 w Łodzi) – łódzki urzędnik, nauczyciel, właściciel szkoły handlowej i kursów handlowych w Łodzi pochodzenia żydowskiego.

## Życiorys
Syn Markusa, nauczyciela, i Emilii (Mirli) z Fajnerów. 
Od 1880 mieszkał w Łodzi. Świadectwo dojrzałości otrzymał w gimnazjum rządowym w Piotrkowie Trybunalskim. Wrócił do Warszawy i kształcił się w Szkole Handlowej (utworzonej przez Leopolda Kronenberga w 1875). 
Następnie znów przyjechał do Łodzi i rozpoczął tu pracę zawodową - był prokurentem w łódzkiej filii prywatnego warszawskiego banku "Wilhelm Landau" przy ul. Piotrkowskiej 29. 
W połowie 1905 uzyskał zezwolenie Ministerstwa Skarbu na prowadzenie prywatnych kursów buchalteryjnych. Mieściły się przy ul. Widzewskiej (obecnie, od 1925 ul. Kilińskiego) 6l, następnie przy ul. Cegielnianej (obecnie ul. Jaracza) 47. W programie nauki były zajęcia z prawa handlowego, buchalterii, arytmetyki handlowej, ekonomii politycznej, korespondencji w językach: rosyjskim, polskim, francuskim, angielskim i hebrajskim, zajęcia stenografii i kaligrafii. 
Po I wojnie światowej w programie zajęć znalazły się: księgowość pojedyncza, podwójna i amerykańska oraz nauka maszynopisania. 
Był autorem podręcznika Arytmetyku handlowa. Teoria i praktyka (1909). Drugie wydanie z 1911 ukazało się pod zmienionym tytułem Arytmetyka handlowa i zasady biurowości kupieckiej (Teoria i praktyka). 
W okresie międzywojennym te półroczne i roczne kursy buchalteryjne Mantinbanda prowadzone były w Łodzi w budynku własnym przy ul. Przejazd (obecnie ul. Tuwima) 12.
Był członkiem zarządu Stowarzyszenia Właścicieli Nieruchomości m. Łodzi.
Na łamach łódzkiej prasy publikował czasami artykuły np. w "Rozwoju" (1900 nr 117) zamieścił obszerne sprawozdanie ze zjazdu wychowanków Szkoły Handlowej.